# Milon (cardinal)
Pour les articles homonymes, voir Milon.
 (septembre 2023).
Si vous disposez d'ouvrages ou d'articles de référence ou si vous connaissez des sites web de qualité traitant du thème abordé ici, merci de compléter l'article en donnant les références utiles à sa vérifiabilité et en les liant à la section « Notes et références ».
Milon, surnommé le cardinal de Saint-Aubin (né en France et mort en 1104 à  Marcigny) est un cardinal français du XIe siècle et du début du XIIe siècle. 

## Biographie
Milon est moine à l'Abbaye Saint-Aubin d'Angers, mais il quitte l'abbaye et travaille en service du pape.
Le pape Urbain II le crée cardinal lors du consistoire le 24 août 1098. Il participe à l'élection de Pascal II en 1099 et au concile de Reims. En 1102 il compose le Vita Operaque. Laus Metrica pour le pape, qui le nomme légat apostolique en France.